# David Lambert
David Lambert (* 29. listopadu 1993, Baton Rouge, Louisiana, USA) je americký herec. Známý je díky roli Jasona Landerse v Disney XD seriálu Aaron Stone. Během let 2013 až 2018 hrál hlavní roli Brandona Fostera v seriálu stanice Freeform The Fosters.

## Dětství
David Lambert se narodil v Baton Rouge v Louisianě. Jeho matka je portoričanka. Byl vzděláván doma. Žil v Anglii, Texasu, Tchaj-wanu a Georgii. Umí hrát na piáno, trumpetu a učí se na elektrickou kytaru. V divadlech se objevuje už spoustu let. Začal ve 3 letech, když získal roli ve hře Čaroděj ze země Oz. Dále se objevil jako pan Tumnus ve filmu Letopisy Narnie: Lev, čarodějnice a skříň, pan Mayor v muzikálu Seussical nebo jako Phao v Knize džunglí. V roce 2006 se objevil v seriálech House of Payne a Agentura Jasno.

## Kariéra
Davida objevil agent Joy Pervis na otevřeném castingu v Atlantě. Při něm Lambert nejdříve předvedl pár monologů, a pak byl požádán, aby udělal něco jiného a první, co ho napadlo, bylo recitovat slib věrnosti a vyšlo to. Byl zrovna v Georgii, když dostal telefonát, aby se sbalil a odjel do Kanady na natáčení Aarona Stona. V seriálu si zahrál postavu Jasona Landerse, bratra Charlieho Landersona aka Aarona Stoneho. V roce 2010 získal roli ve filmu vlastní produkce Disney Channel Bratr Rádce. 29. ledna 2010 měl premiéru film A Smile As Big As The Moon, ve kterém David také hrál.
Během let 2013 až 2018 patřil k obsazení seriálu stanice Freeform The Fosters, kde hrál šestnáctiletého Brandona Fosterse, biologického syna Steff Foster.
Získal hlavní roli ve filmu The Lifeguard, který byl poprvé představen 30. července 2013 na filmovém festivalu Sundance. Ve filmu mimo jiné hrála Kristen Bellová.

## Filmografie

### Film
| Rok  | Název         | Role  | Poznámky |
| ---- | ------------- | ----- | -------- |
| 2013 | The Lifeguard | Jason |          |

### Televize
| Rok       | Název                      | Role                  | Poznámky                                |
| --------- | -------------------------- | --------------------- | --------------------------------------- |
| 2007      | House of Payne             | Jalen                 | díl: „Paternity and Fraternity: Part 1“ |
| 2008      | Pretty/Handsome            | Bob Fitzpayne (mladý) | TV film                                 |
| 2008      | Agentura Jasno             | JJ                    | díl: „Staří a neklidní“                 |
| 2010      | Táta k pronajmutí          | Quan                  | díl: „Glenn's Birthday“                 |
| 2010      | Bratr rádce                | Danny "Goose" Gustavo | TV film                                 |
| 2009–2010 | Aaron Stone                | Jason Landers         | hlavní role, 35 dílů                    |
| 2012      | Longmire                   | Jason Lennox          | díl: „Unfinished Business“              |
| 2012      | A Smile as Big as the Moon | Steve                 | TV film                                 |
| 2013–2018 | The Fosters                | Brandon Foster        | hlavní role, 104 dílů                   |
| 2019      | Good Trouble               | Brandon Foster        | 2 díly                                  |

## Ocenění a nominace
| Rok  | Ocenění                            | Kategorie                                                                         | Práce         | Výsledek |
| ---- | ---------------------------------- | --------------------------------------------------------------------------------- | ------------- | -------- |
| 2016 | Alliance of Women Film Journalists | nejzvláštnější věkový rozdíl mezi hlavními postavami (sdíleno s Kristen Bellovou) | The Lifeguard | nominace |
| 2014 | Teen Choice Awards                 | nejlepší letní televizní hvězda: muž                                              | The Fosters   | nominace |
| 2015 | Teen Choice Awards                 | nejlepší letní televizní hvězda: muž                                              | The Fosters   | nominace |
| 2016 | Teen Choice Awards                 | nejlepší letní televizní hvězda: muž                                              | The Fosters   | nominace |
| 2017 | Teen Choice Awards                 | nejlepší letní televizní hvězda: muž                                              | The Fosters   | nominace |